# Tomasz Pękalski
Tomasz Wacław Pękalski (ur. 1956 w Biłgoraju) – polski samorządowiec i lekarz, w latach 2010–2014 członek zarządu województwa lubelskiego IV kadencji.

## Życiorys
Absolwent Śląskiej Akademii Medycznej oraz studiów z zarządzania i organizacji ochrony zdrowia w ramach Instytutu Zdrowia Publicznego Uniwersytetu Jagiellońskiego. Uzyskał specjalizację z zakresu chirurgii ogólnej i praktykował w tym zawodzie. Pracował jako dyrektor wydziału zdrowia Urzędu Wojewódzkiego w Zamościu i lekarz wojewódzki tamże. Był jednym z organizatorów, a następnie wicedyrektorem ds. lecznictwa w Wojewódzkim Szpitalu im. Jana Pawła II w Zamościu. W latach 2008–2010 kierował lubelskim oddziałem Narodowego Funduszu Zdrowia.
W latach 90. był radnym miejskim w Tomaszowie Lubelskim. W 1998 kandydował do sejmiku lubelskiego z listy Akcji Wyborczej Solidarność. Mandat uzyskał w tym samym roku w miejsce Marka Grzelaczyka, w trakcie kadencji przeszedł do Platformy Obywatelskiej. W 2002 i 2006 wybierany do rady powiatu tomaszowskiego z ramienia lokalnego komitetu. Z rekomendacji PO 1 grudnia 2010 powołany na członka zarządu województwa lubelskiego, otrzymał to stanowisko także w kolejnym zarządzie powołanym 24 czerwca 2014. Zakończył pełnienie funkcji wraz z całym zarządem 1 grudnia 2014.
Żonaty z Zofią, ma syna i córkę.